# 517

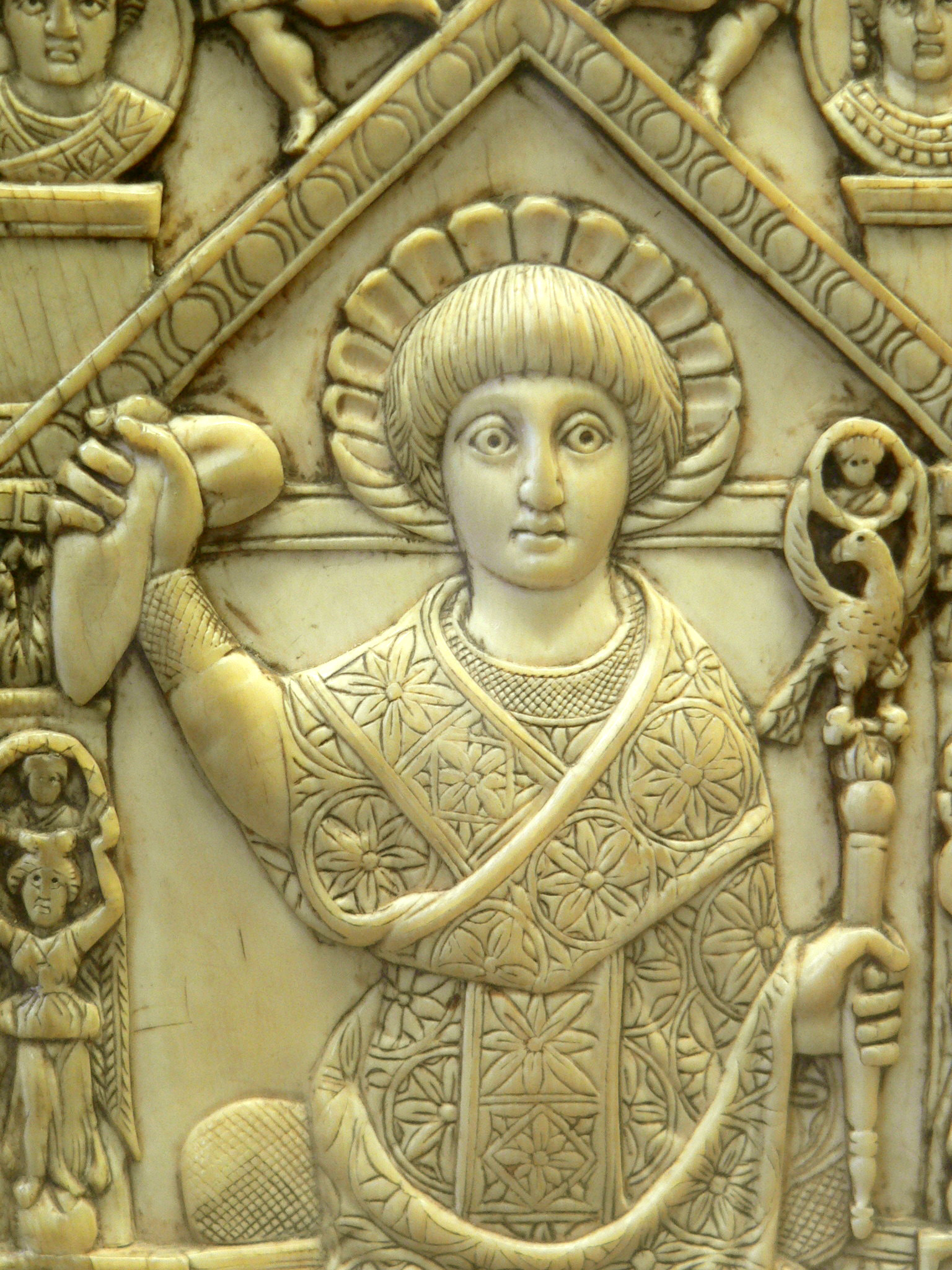
Flavius Anastasius Probus (consulaire diptiek)

Het jaar 517 is het 17e jaar in de 6e eeuw volgens de christelijke jaartelling.

## Gebeurtenissen

### Klein-Azië
- In Constantinopel wordt Flavius Anastasius Probus benoemd tot consul van het Byzantijnse Rijk.

### Egypte
- De Academie van Alexandrië wordt na jaren van verwaarlozing door de Christelijke kerk gesloten.[1]

### Azië
- Upatissa II (r. 517-518) bestijgt als koning de troon van Ceylon. (waarschijnlijke datum)

## Geboren
- Charibert I, koning van de Franken (waarschijnlijke datum)
- Ebrulfus, Frankisch monnik en abt (overleden 596)